# غورد سميث
غورد سميث هو لاعب هوكي الجليد كندي، ولد في 17 نوفمبر 1949 في بيرث ‏ في كندا.

## وصلات خارجية
- غورد سميث على موقع دوري الهوكي الوطني (الإنجليزية)
- غورد سميث على موقع قاعة مشاهير الهوكي (لاعب أن.إتش.أل) (الإنجليزية)
- غورد سميث على موقع EliteProspects.com (الإنجليزية)
- غورد سميث على موقع HockeyDB.com (الإنجليزية)
- غورد سميث على موقع Hockey-Reference.com (الإنجليزية)